# Gdynia Pogórze
Gdynia Pogórze – zlikwidowany przystanek osobowy PKP znajdujący się w Gdyni, w południowej części dzielnicy Pogórze. Do 1994 przez przystanek kursowały pociągi osobowe do stacji Gdynia Port Oksywie, obecnie kursują tędy tylko pociągi towarowe.
Przystanek to ponad stumetrowy, dobrze widoczny od strony torów betonowy próg z utrudnionym dojściem do niego, brak innych cech charakteryzujących stację.
W 2014 roku pojawiły się plany reaktywacji przystanku w ramach realizacji kolejnego etapu Pomorskiej Kolei Metropolitarnej.